# Coen van Emde Boas

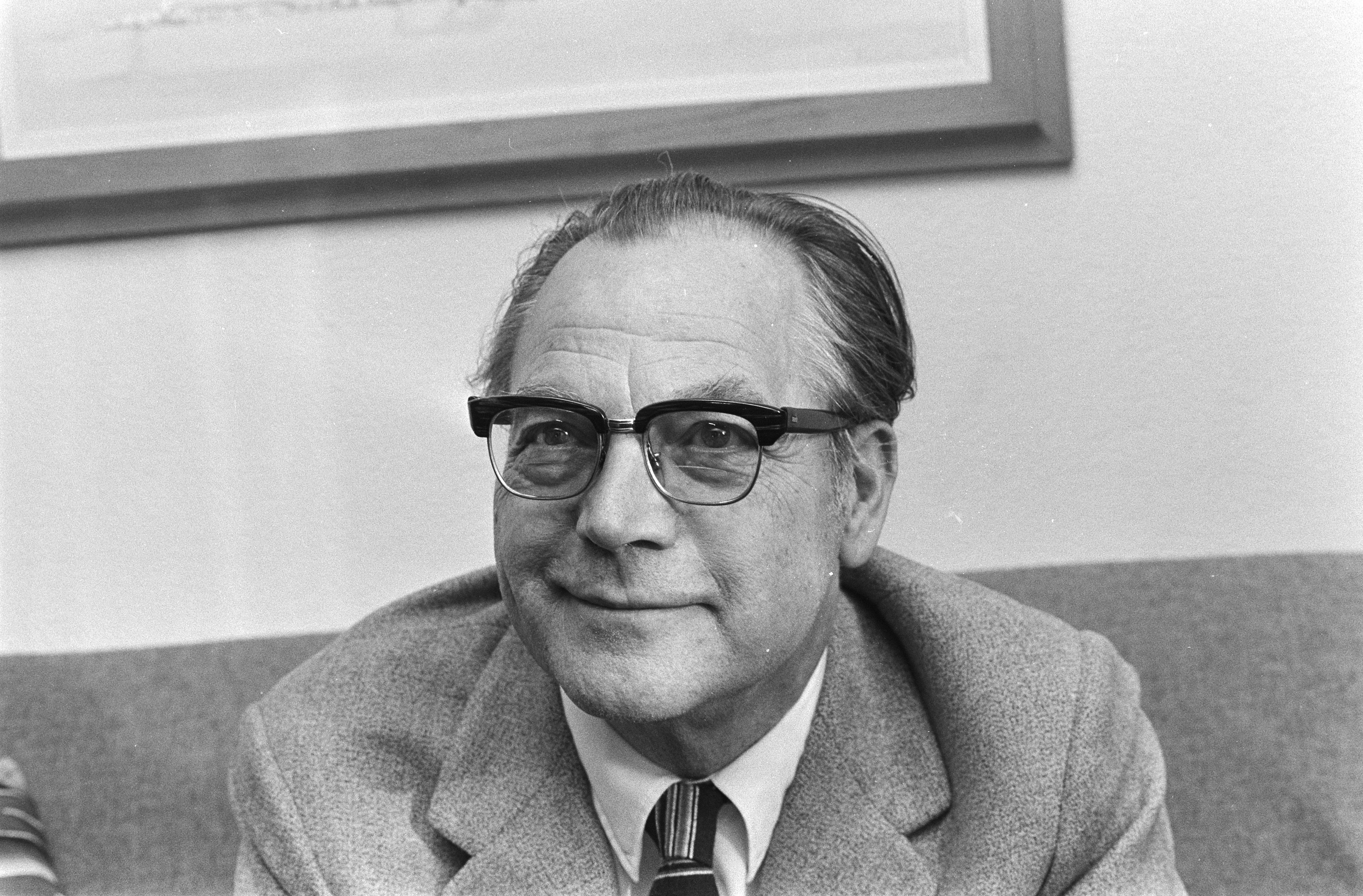
Coen van Emde Boas (1970)

Coenraad (Coen) van Emde Boas (Rotterdam, 17 juni 1904 − Amsterdam, 27 september 1981) was een Nederlands arts, psychotherapeut en de eerste hoogleraar seksuologie.

## Biografie
Boas werd geboren in een joods gezin en was een zoon van Simon Boas (1868-1952) en Mietje Katan (1865-1936); zijn vader hertrouwde in 1937 met de 37-jaar jongere Jannetje Johanna Knoops (1905). Hijzelf trouwde in 1930 met Sophia Eva van Emde (1907-2001), met wie hij enkele kinderen kreeg, en waarna hij na naamswijziging van 11 maart 1932 bij Koninklijk Besluit de naam Van Emde Boas verkreeg. Hij hertrouwde in 1941 met de Tsjechische kunsthistorica, vertaalster en publiciste Magdalena (Magda) Starkenstein (1917-2011), dochter van de hoogleraar farmacologie prof. dr. Emil Starkenstein (1884-1942), met wie hij ook verscheidene kinderen kreeg, onder wie de latere hoogleraar Peter van Emde Boas.
Van Emde Boas deed zijn artsexamen in 1930 aan de Leidse universiteit. Vervolgens begon hij een artsenpraktijk in Amsterdam. Hij promoveerde op 14 juni 1951 op Shakespeare's sonnetten en hun verband met de travesti-double spelen, waarvan nog in 1966 een tweede herzien editie verscheen bij Athenaeum - Polak & Van Gennep en bij welke uitgeverij hij ook later nog zou publiceren. In 1970 werd hij benoemd tot bijzonder hoogleraar aan de Universiteit van Amsterdam in de leer van de menselijke betrekkingen ten aanzien van het geslachtsleven namens de Nederlandse Vereniging voor Sexuele Hervorming; hij inaugureerde op 29 maart 1971 met de rede De arts in de schaduw der normen. In 1971 werd hij namens dezelfde vereniging benoemd aan de Universiteit Leiden; hij inaugureerde daar op 7 december 1973 met de rede De arts en de sexuele (r)evolutie. In 1979 nam hij afscheid van beide universiteit nadat bij hem een hartkwaal was geconstateerd.
Boas had ook grote literaire belangstelling, hetgeen al bleek uit zijn proefschrift. Hij was echter al in 1928 gedebuteerd met een dichtbundel onder de naam Coen Boas.
Van Emde Boas was de eerste hoogleraar seksuologie in West-Europa en dus ook in Nederland. Hij heeft grote invloed gehad op het maatschappelijke discours op zijn vakgebied, en mengde zich veelvuldig in het debat inzake geboortebeperking, abortus, homoseksualiteit, transseksualiteit, enz. Zo gaf in 1973 een rechter Aaïcha Bergamin toestemming om als eerste transvrouw in Nederland het geslacht in haar paspoort aan te passen nadat Van Emde Boas tijdens een rechtszaak had verklaard dat zij vrouw was. Hij was vanaf het oprichtingsjaar in 1981 erelid van de Nederlandse Wetenschappelijke Vereniging voor Seksuologie.
Coen van Emde Boas overleed op 77-jarige leeftijd. Zijn bibliotheek op zijn vakgebied ging over naar de UvA waar in 2002 een symposium werd gehouden waar zijn zoon Walter van Emde Boas een uitgave voor verzorgde over zijn vader.

### Eigen werk
- Stemmingen. Wat verzen. [S.l., 1928].
- De periodieke onvruchtbaarheid en haar beteekenis voor de regeling van het kindertal. Beschouwingen over de grondslagen, de betrouwbaarheid en de practische bruikbaarheid van de zoogenaamde "periodieke onthouding" . Amsterdam, 1934 [9e druk: 1958].
- Shakespeare's sonnetten en hun verband met de travesti-double spelen. Een medisch-psychologische studie. Amsterdam, 1951 en 1966².
- Inleiding tot de studie van de pornografie. 's-Gravenhage, 1966.
- Obsceniteit en pornografie anno 1966. 's-Gravenhage, 1966.
- Essays in erotiek. Amsterdam, 1969.
- De arts in de schaduw der normen. Den Haag, 1971 (inaugurele rede, Amsterdam).
- De arts en de sexuele (r)evolutie. Amsterdam, 1973 (inaugurele rede, Leiden).
- Verspreide opstellen over geboortenregeling en abortus. Amsterdam, 1975.
- Geschiedenis van de seksuele normen : oudheid, middeleeuwen, 17de eeuw. Antwerpen/Nijmegen, 1985.

### Vertalingen
- Emil Flusser, Oorlog als ziekte. Amsterdam, 1938.
- Hannah Stone en Abr. Stone, Huwelijks handboek. Wat maak ik van mijn huwelijk ?. Amsterdam, 1948.